# Наводнение Зёйдерзе 1916 года
Наводнение Зёйдерзе 1916 года (другое название — англ. Flood of 1916) — стихийное бедствие, произошедшее в заливе Зёйдерзе в ночь с 13 на 14 января 1916 года. От наводнения пострадала нидерландская провинция Северная Голландия. После этого, правительством Нидерландов был разработан и воплощен в жизнь проект Зёйдерзе.

## История
Предпосылки для развития бедствия начали назревать за несколько дней до 14 января 1916 года. К этому добавились северо-западные порывы ветра, которые превысили отметку в 100 км/ч. В субботу утром, ветер поменял направление и стал северным, что привело к обрушению перемещенных ранее водных масс на дамбы. Самой первой не выдержала давления воды дамба у города Катвауде (нидерл. Katwoude). Ключевым негативным фактором для развития наводнения стал непрерывный шторм, который не прекращался несколько дней. Изначально, подтопленными оказались лишь некоторые районы. Морские дамбы в районе общины Ватерланд получили необратимые повреждения на протяженности полутора километра. Рухнула дамба возле Эдама, что повлекло за собой затопление Пюрмеренда, Брук в Ватерланде (нидерл. Broek in Waterland) и Дюрдердама (нидерл. Durgerdam). Вдобавок ко всему, были разрушены дамбы в польдерах около города Анна-Полона.

## Ущерб
По официальным данным, погиб 51 человек. Основные разрушения пришлись на экономическую составляющую. Были безвозвратно утеряны рыбацкие лодки и малотоннажные суда, Наибольший ущерб в плане животноводства понесла провинция Утрехт: 466 голов крупного рогатого скота, 481 свиньи и 2774 курицы. Дамба в районе города Анна-Полона была разрушена, и хлынувшая морская вода, обладавшая повышенной концентрацией солености, уничтожила деревья, а также сделала землю польдера Анна-Полона непригодной для ведения сельскохозяйственной деятельности.

## Последствия
Шторм, повлекший разрушение дамб и масштабное наводнение привели к тому, что 14 июля 1918 года был принят закон «Zuiderzee Act», положивший начало строительству системы дамб, дренажа и мелиорации. Автором проекта выступил гражданский инженер Корнелис Лели (нидерл. Cornelis Lely). К слову, он ещё в 1913 году выступал с призывом к реализации такого рода постройки, но надвигающаяся война с её финансовым бременем остановила реализацию этого замысла.

## Упоминания
В Zuiderzeemuseum в городе Энкхёйзен предоставлена композиция об истории наводнения 1916 года.